# 深蓝航天
江苏深蓝航天有限公司（英語：Deep Blue Aerospace）是中国的一间民营商业航天公司。公司成立于2016年11月28日，研发方向聚焦在液体回收复用运载火箭领域，主要目标是“以液氧煤油发动机支撑可回收运载火箭为核心技术方向，在重复使用针栓式液氧煤油火箭发动机、火箭回收和结构组件3D打印等方面形成显著技术壁垒，大幅降低进入太空的成本，推动太空运输产业的变革”。

## 发展历程
- 2016年11月28日，公司成立。
- 2021年7月，完成中国国内首次液氧煤油火箭垂直起飞和垂直降落（VTVL）自由飞行。
- 2021年10月13日，再次成功完成百米级VTVL垂直回收飞行试验。
- 2022年5月7日，成功完成千米级VTVL垂直回收飞行试验，成为全球第二家完成液氧煤油火箭垂直回收复用全部低空工程试验的公司（此前的首家为美国的SpaceX公司)35°02′48.24″N 109°01′47.19″E / 35.0467333°N 109.0297750°E。

## 产品及服务
- “星云”系列液体运载火箭
- “雷霆”系列液体火箭发动机